# Inkognito iz Peterburga
Inkognito iz Peterburga (russisk: Инкогнито из Петербурга) er en sovjetisk spillefilm fra 1977 af Leonid Gajdaj.

## Medvirkende
- Sergej Migitsko – Ivan Aleksandrovitj Khlestakov
- Anatolij Papanov – Anton Antonovitj Skvoznik-Dmuhanovskij
- Nonna Mordjukova – Anna Andrejevna
- Olga Anokhina – Marija Antonovna
- Anatolij Kuznetsov – Ammos Fedorovitj Ljapkin-Tjapkin